# Pato Bragado
Pato Bragado es un municipio brasileño del estado de Paraná. Su población estimada en 2010 era de 4.049.